# Lawrence Gonzi
Lawrence Gonzi (La Valletta, 1 de juliol de 1953) és un advocat i polític maltès.
Fou primer ministre de Malta des del 23 de març de 2004 fins a l'11 de març de 2013.

## Carrera política
El 1987 Gonzi va presentar-se sense èxit les eleccions generals amb el Partit Nacionalista. Va ser nomenat líder del parlament el 1988, i confirmat en el càrrec el 1992 per unanimitat. Gonzi va presentar-se novament les eleccions el 1996 i aquesta vegada va ser escollit. Com a membre de l'oposició en el parlament va actuar com a "ministre paral·lel" sobre política social, com secretari del bloc nacionalista del parlament, líder del bloc i després secretari-general del partit. En 1998 va ser nomenat Ministre de Política Social. En maig de 1999 va ser nomenat com primer ministre i líder del Parlament.
Va ser novament escollit el 2003, i després de la renúncia de Edward Fenech Adami com a primer ministre i líder del partit, va guanyar a disputa del lideratge en març de 2004 i va ser nomenat primer ministre immediatament. Després del 2004 Gonzi es va fer també Ministre de les Finances, i com tal, va seguir els criteris del Tractat de Maastricht, conduint Malta per a la zona euro.
En les eleccions generals del 8 de març de 2008 va ser novament triat primer ministre, dirigint el país amb plans amb relació a Europa i també per a temes locals, planificació i medi ambient, afers militars, desenvolupament sostenible i turisme. Per a ajudar-lo, com a secretaris parlamentaris estan Mario de Marco com a Secretari Parlamentari de Turisme, i Chris Said com a Secretari Parlamentari per al Diàleg Públic i Informació. Va ser també confirmat com a líder del Partit Nacionalista per segona vegada l'11 de maig del 2008. Deixà el càrrec en perdre les eleccions del 9 de març de 2013 davant el Partit Laborista.